# うぇぶたまww
『うぇぶたまww』は、一部テレビ東京系列局で放送されていたバラエティ番組である。テレビ東京とPROTXの共同製作。全26回。製作局のテレビ東京では2007年4月6日から同年9月28日まで、毎週金曜 25:30 - 26:00 （日本標準時）に放送。

## 概要
それまで同時間帯に放送されていた『うぇぶたま』のリニューアル版で、同様にインターネット上で見つけた面白いブログやFlashゲームなどを各業界のバイヤーに紹介。そしてバイヤーに気に入ってもらえれば、それらの書籍化や携帯アプリ化などを検討してもらえた。ただし、本番組ではグラビアアイドルやお笑い芸人がプレゼンターを務めており、『うぇぶたま』でプレゼンターを務めていたバナナマンはMCを務めていた。
番組は2007年9月28日放送分をもってレギュラー放送を終了したが、それから8日後の同年10月6日（土曜） 24:55 - 25:25 に番外編の『うぇぶたまww番外編』を、3か月後の同年12月26日（水曜） 24:28 - 25:23 に1時間スペシャルの『うぇぶたまwwSP 2008年ネットから流行りそうなもん大集合スペシャル!』を放送。さらに2008年には『うぇぶたま3』と題し、1クール限定で復活した。
番組公式サイトには、『うぇぶたま』とこの『うぇぶたまww』を通じて商品化されたブログやFlashゲームなどが公開されている。

## 出演者

### MC
- バナナマン（日村勇紀・設楽統）

### プレゼンター
- 松嶋初音
- 鈴木あきえ
- 原幹恵
- 佐野夏芽
- 佐野光来
- 豊田エリー
- 江戸むらさき
- 東京03（豊本明長・飯塚悟志・角田晃広）
- チャド・マレーン
- ケンドーコバヤシ
- 関暁夫（当時ハローバイバイ）
- スピードワゴン（小沢一敬・井戸田潤）
- 鳥居みゆき - 2007年12月26日の『うぇぶたまwwSP』に出演。

### ナレーター
- 梶井公世

## スタッフ
- 構成：相澤昇、オークラ、大名祥子、西村隆志、加藤正人、森ハヤシ
- AD：鈴木亜里沙、峯尾心、増田怜
- ディレクター：萩原博喜、渡邊正人
- AP：大野克己
- 演出：中根三美
- プロデューサー：太田勇 (PROTX)、篠原弘行 (STEELO)
- 制作協力：IVSテレビ制作
- 製作：テレビ東京、PROTX
- EDテーマ：「LOVEドッきゅん」 歌：club Prince

## ネット局
| 放送対象地域 | 放送局      | 系列           | 放送日時                                                | 備考         |
| ------------ | ----------- | -------------- | ------------------------------------------------------- | ------------ |
| 関東広域圏   | テレビ東京  | テレビ東京系列 | 金曜 25:30 - 26:00                                      | 製作局       |
| 愛知県       | テレビ愛知  | テレビ東京系列 | 水曜 24:53 - 25:23 木曜 26:18 - 26:48 （2007年10月4日） | 途中打ち切り |
| 福岡県       | TVQ九州放送 | テレビ東京系列 | 2007年12月26日の『うぇぶたまwwSP』のみを放送            | 同時ネット   |